# Trepidation Glacier
Trepidation Glacier är en glaciär i Antarktis. Den ligger i Östantarktis. Nya Zeeland gör anspråk på området. Trepidation Glacier ligger 336 meter över havet.
Terrängen runt Trepidation Glacier är huvudsakligen kuperad, men åt sydväst är den platt. Trakten är obefolkad. Det finns inga samhällen i närheten.